# Battaglia di Port Cros
La battaglia di Port Cros è stato un episodio della seconda guerra mondiale combattuta al largo della Costa Azzurra sull'isola di Port-Cros. La battaglia venne combattuta poche ore prima dell'Operazione Dragoon, che avrebbe visto lo sbarco Alleato nel sud della Francia.

## La battaglia
Nella prime ore del 15 agosto 1944 il cacciatorpediniere della Marina americana USS Somers incontrò al largo della Costa Azzurra due navi da guerra tedesche: la corvetta di fabbricazione italiana Camoscio (rinominata UJ6081 dalla Kriegsmarine) e l'ex avviso francese Amiral Senes (ribattezzata SG21).
Il comandante della USS Somers William C. Hughes ordinò l'attacco e in pochi minuti entrambe le navi nemiche vennero affondate.
In seguito, un reggimento misto di fanteria composto dalla Brigata Diavolo della Canadian Army e da uomini dell'esercito americano sbarcarono a Port-Cros. Dopo un giorno di combattimenti riuscirono a catturare cinque forti nemici. Subito dopo le forze Alleate occuparono anche la vicina Île du Levant.
Grazie a questo successo il comandante Hughes venne promosso retroammiraglio.